# Sender Lisnagarvey
Der Sender Lisnagarvey ist eine Sendeanlage für Mittelwelle im Townland Magherageery nahe der Stadt Lisburn im County Antrim, Nordirland, benannt nach dem alten Namen Lisburns,  Lisnagarv(e)y (irisch Lios na gCearrbhach).
Die Sendeanlage wird von BBC Radio Ulster betrieben und sendet auf der Frequenz 1341 kHz. Der Sender hat eine Ausgangsleistung von 150 kW und kann in den Abendstunden auch in Deutschland empfangen werden.
Als Sendeantenne wird ein abgespannter, selbststrahlender Fachwerkmast verwendet, der sich in der Mitte verdickt und zu seinem Fuß und seiner Spitze hin spitz zuläuft (sogenannter Blaw-Knox-Sendeturm). Dieser Sendemast wurde 1936 errichtet.
Eine ähnliche Konstruktion besitzen auch der Hauptsendemast in Budapest-Lakihegy, ein Sendemast des Senders Wakarel und des Senders Stara Sagora (beide in Bulgarien).